# Trynisze-Moszewo
Trynisze-Moszewo – wieś sołecka w Polsce położona w województwie mazowieckim, w powiecie ostrowskim, w gminie Boguty-Pianki.
Wierni Kościoła rzymskokatolickiego należą do parafii Wszystkich Świętych w Bogutach-Piankach.

## Historia
W I Rzeczypospolitej Trynisze należały do ziemi nurskiej.
W roku 1827 w Kaniewie naliczono 51 mieszkańców, w Moszewie 4 domy i 86 mieszkańców. Wsie należały do parafii w Nurze.
Pod koniec wieku XIX Trynisze-Kuniewo (Kaniewo) i Trynisze-Moszewo (Miszewo). Miejscowości drobnoszlacheckie w powiecie ostrowskim, gmina Kamieńczyk Wielki, parafia Boguty. W Kaniewie użytki rolne o powierzchni 122 morgów.
W latach 1921–1931 wieś leżała w województwie białostockim, w powiecie ostrołęckim, w gminie Boguty.
Według Powszechnego Spisu Ludności z 1921 roku wieś zamieszkiwało 104 osoby w 20 budynkach mieszkalnych. Miejscowość należała do parafii rzymskokatolickiej w m. Boguty-Pianki. Podlegała pod Sąd Grodzki w Czyżewie i Okręgowy w Łomży; właściwy urząd pocztowy mieścił się w Bogutach.
W wyniku napaści ZSRR na Polskę we wrześniu 1939 miejscowość znalazła się pod okupacją sowiecką. Od czerwca 1941 roku pod okupacją niemiecką. Od 22 lipca 1941 do 1945 włączona w skład Landkreis Lomscha, Bezirk Bialystok III Rzeszy.
W latach 1975–1998 miejscowość administracyjnie należała do województwa łomżyńskiego.